# Omszała Studnia
Omszała Studnia – jaskinia w Cisowej Skale w rezerwacie przyrody Pazurek w województwie małopolskim, w powiecie olkuskim, w gminie Olkusz. Znajduje się na wierzchowinie Wyżyny Olkuskiej będącej częścią Wyżyny Krakowsko-Częstochowskiej.

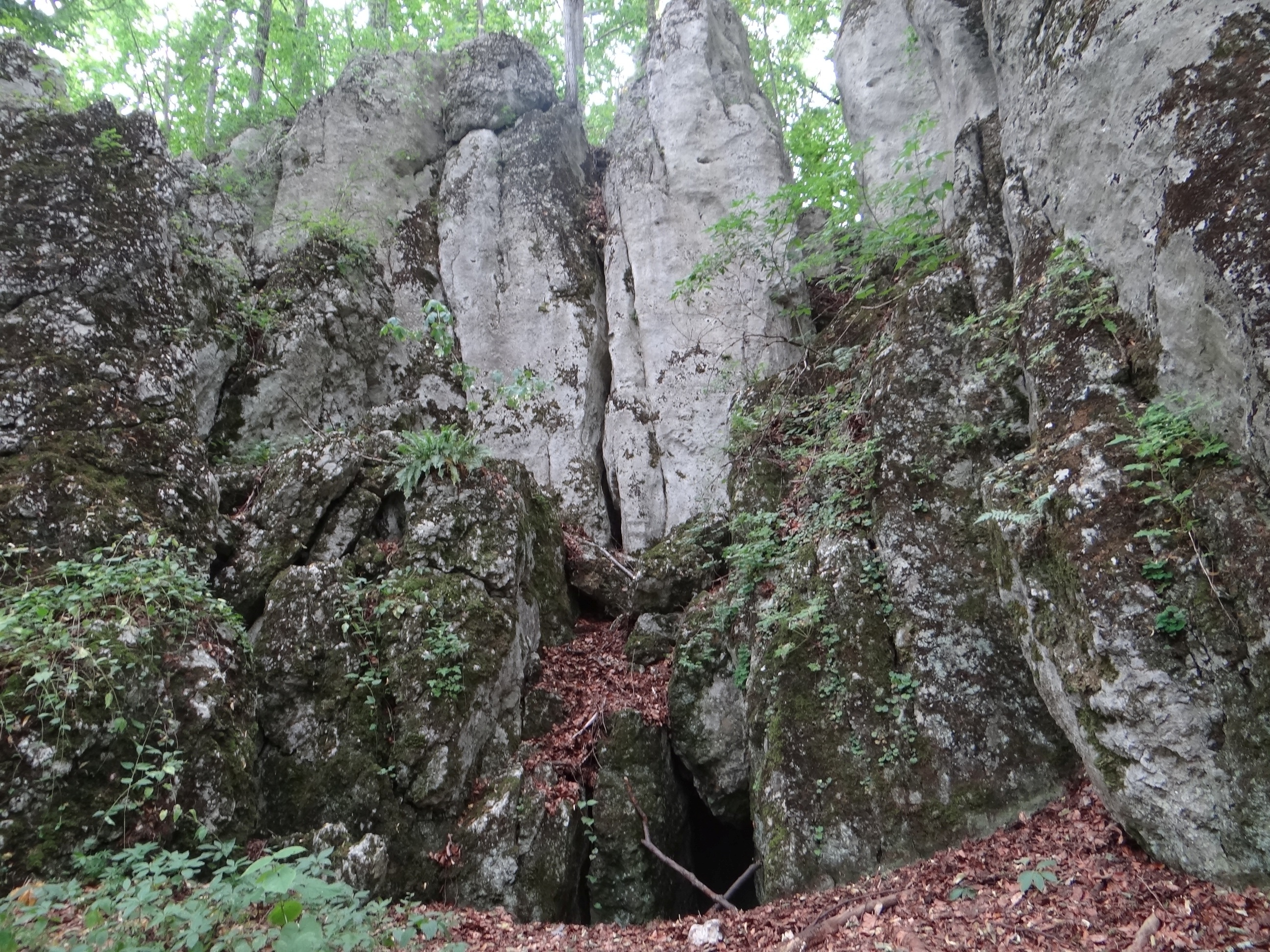
Dolny otwór u podstawy skał

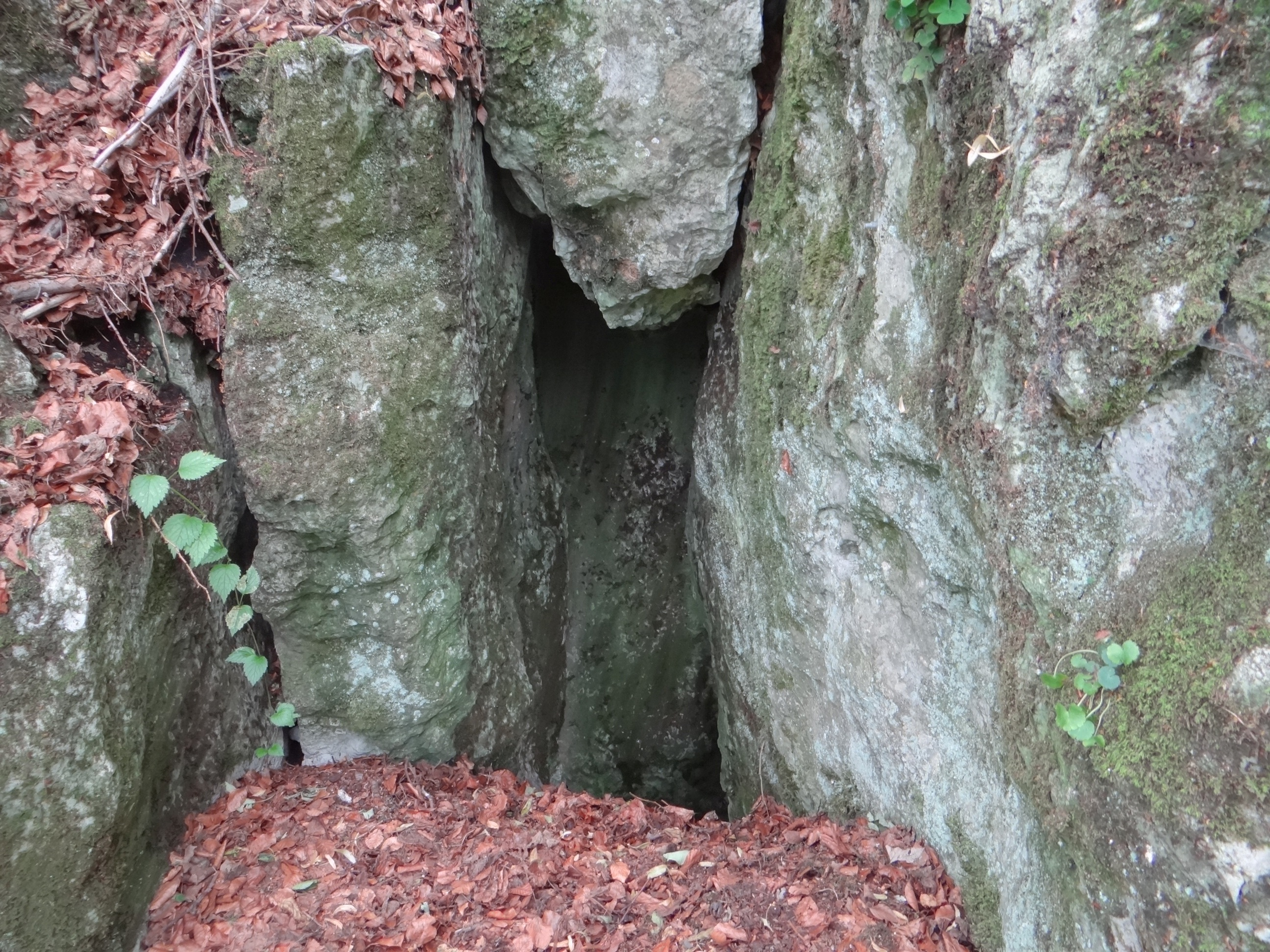
Dolny otwór

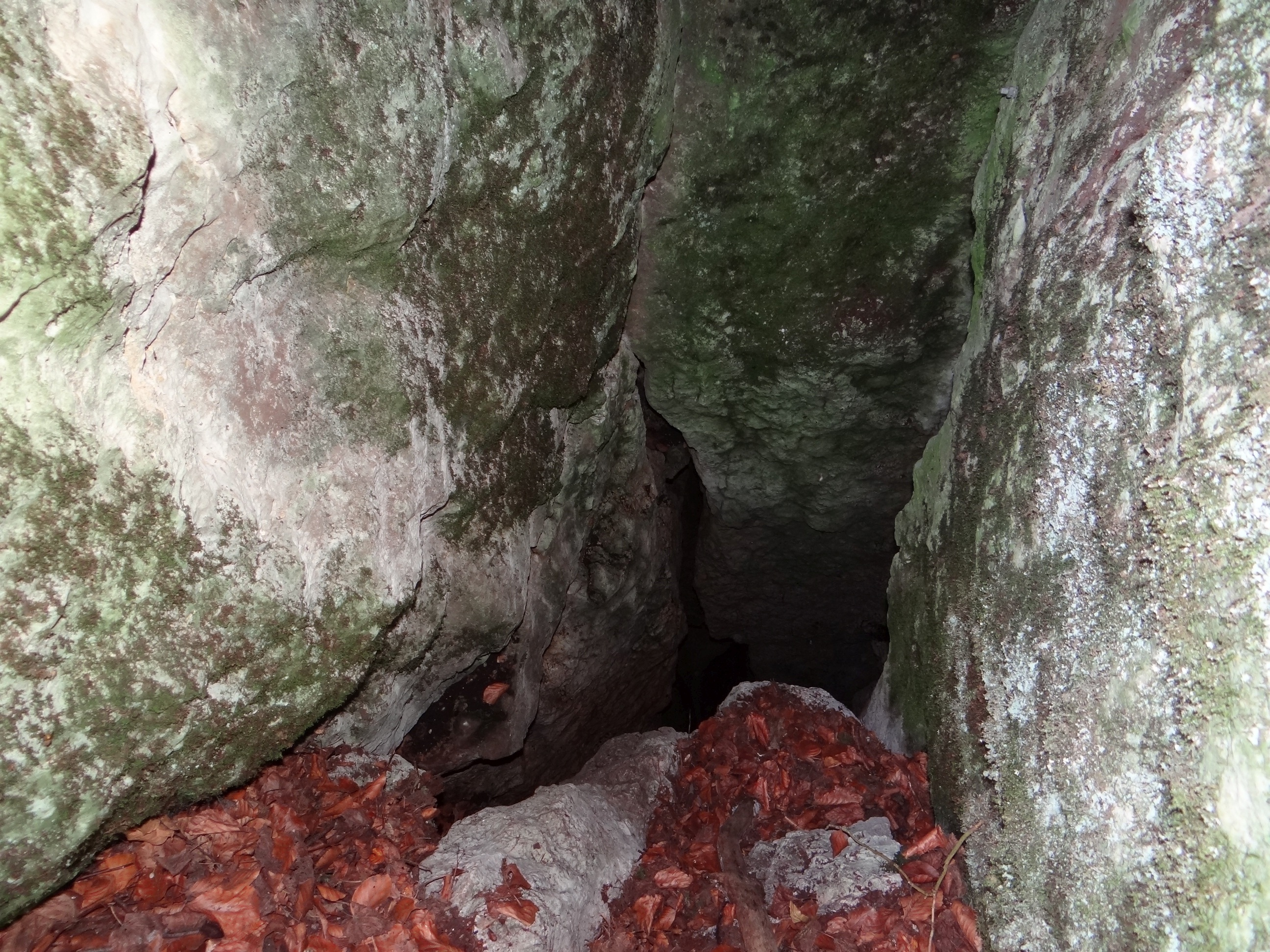
Studnia za dolnym otworem

## Opis jaskini
Ma dwa otwory połączone bardzo ciasną szczeliną. Dolny otwór znajduje się u północno-zachodniej podstawy dużych głazów Cisowej Skały. Ma szerokość 1,5 m i wysokość 1 m. Opada z niego siedmiometrowa studnia tworząca górne piętro jaskini. Do jej pokonania niezbędne jest użycie liny. Dno studni pokryte jest rumoszem skalnym i głazami. Andrzej Górny tak opisuje dalszą część jaskini (dolne piętro): Z dna pokrytego głazami i rumoszem w kierunku NW odchodzi obszerny, szczelinowy korytarz o wysokości do 3 m. Na jego końcu za metrowym prożkiem korytarz biegnie stromo w dół i zablokowany jest głazami, a przed końcem w lewo szeroka szczelina z 3-metrowym progiem o skalnym dnie. Z dna studni w kierunku SE prowadzi wąski, wysoki korytarz (ku górze szczelina zaciskowa do górnego otworu), zakończony poprzeczną niedostępną szczeliną. Z dna w kierunku SW ciasna szczelina z 1,5-metrowym progiem, po dwóch metrach doprowadzająca do 3-metrowego korytarzyka z 2,3 m studnią.
4,4 m powyżej otworu dolnego na pionowym pęknięciu skały znajduje się otwór górny o wysokości 1 m i szerokości 0,5 m. Stromo opada z niego 4,5-metrowej długości korytarzyk o dnie zaklinowanym skalnymi blokami. Pomiędzy nimi jest ciasna szczelina łącząca górne piętro z dolnym. Jest na niej niezwykle trudny do pokonania zacisk.
Jest to jaskinia szczelinowa powstała w wapieniach skalistych późnej jury. Jej namulisko składa się z wapiennego gruzu i piasku, próchnicy i liści. Na ścianach występują drobnokrystaliczne kalcytowe polewy, wełniste nacieki, grzybki naciekowe oraz drobne stalaktyty. Jaskinia jest wilgotna i ma własny mikroklimat; temperatura na jej dnie wynosi 8 °C przy 28 °C na powierzchni. Oświetlone rozproszonym światłem słonecznym są tylko okolice otworów. Porastają je mchy i porosty, w głębi jaskinia jest ciemna. Ze zwierząt obserwowano motyle, muchówki i wpadłe do studni żaby.

## Historia poznania i dokumentacji
Po raz pierwszy jaskinię wzmiankował Kazimierz Kowalski, który zwiedził jej początkowy odcinek w czerwcu 1947 roku. W 1990 r. na zlecenie Zarządu Zespołu Jurajskich Parków Krajobrazowych woj. katowickiego jaskinię opisał A. Górny. Pomiary jaskini wykonali A. Górny, P. Malina i M. Szelerewicz w 1990 r., plan opracował M. Szelerewicz. 
Jest to największa objętościowo próżnia wśród jaskiń i schronisk Cisowej Skały. Pozostałe to: Komarowa Szczelina, Schronisko pod Wielką Wantą, Schronisko przy Wierzchołku Cisowej Skały, Schronisko przy Wejściu do Kanionu, Schronisko w Kanionie Pierwsze, Schronisko w Kanionie Drugie, Schronisko w Kanionie Trzecie, Schronisko z Grzybkami, Schronisko Zielone, Szczelina nad Kanionem, Szczelina w Cisowej Skale.